# Melnica (Barban)
Pour les articles homonymes, voir Melnica.
Melnica (en italien : Melnizza) est une localité de Croatie située en Istrie, dans la municipalité de Barban, dans le comitat d'Istrie. En 2001, la localité comptait 178 habitants.

## Démographie
| 1948 | 1953 | 1961 | 1971 | 1981 | 1991 | 2001 |
| ---- | ---- | ---- | ---- | ---- | ---- | ---- |
| 305  | 287  | 285  | 219  | 174  | 192  | 178  |